# Maiquetía (paroisse civile)
Pour l’article homonyme, voir Maiquetía.
Maiquetía est l'une des onze paroisses civiles de la municipalité de Vargas dans l'État de La Guaira au Venezuela. Sa capitale est Maiquetía, dont elle constitue la partie orientale.

## Géographie
Maiquetía compte comme l'une des deux paroisses civiles, avec celle de Carlos Soublette, qui forment la ville à proprement parler de Maiquetía, qui de facto, est sa capitale. Hormis sa capitale Maiquetía, la paroisse civile comporte deux autres localités importantes sans liaison directe, mais orientées vers la capitale Caracas dont c'est le seul accès :
- El Peñón
- Gato Negro
- Maiquetía
  - El Rincón
  - Le port, dit « el puerto de La Guaira »
  - Quenepe